# Håkan Larka
Håkan Larka (Lärka), född 18 december 1815 i Simrishamn, död 19 juli 1899 i Stockholm, var en svensk silver- och guldsmed.
Larka blev gesäll i Ystad 1833 och examinerades till mästare i Stockholm 1843. Han var verksam som mästare i Ystad 1844-1874 då han lämnade Ystad och flyttade till Stockholm där han var verksam fram till 1875. 
Larka är representerad vid bland annat Vänersborgs museum, Nordiska museet, Regionmuseet Kristianstad, Malmö museum, Kulturen och Victoria and Albert Museum.